# Sol a casa
Sol a casa (títol original en anglès: Home Alone) és una pel·lícula estatunidenca del 1990, escrita i produïda per John Hughes i dirigida per Chris Columbus. La pel·lícula és protagonitzada per Macaulay Culkin com Kevin McCallister, un nen de vuit anys, qui es queda sol a casa per error quan la seva família se'n va de vacances a París per Nadal. Kevin inicialment estar content d'estar sol a casa, però aviat ha d'enfrontar-se a dos aspirants a lladres interpretats per Daniel Stern i Joe Pesci. La pel·lícula també compta amb Catherine O'Hara i John Heard com a pares del Kevin. A partir de 2009, Sol a casa va ser la comèdia més taquillera de tots els temps. Això va donar lloc a una franquícia reeixida, amb quatre seqüeles i tres jocs de vídeo, amb l'elenc principal repeteixen el seu paper de Sol a casa 2: Perdut a Nova York. La pel·lícula va ser doblada al català.

## Argument
Kevin McCallister és un nen de vuit anys que viu amb la seva família a Chicago. La pel·lícula comença amb un sopar familiar en la vigília d'un viatge que es pensava fer per celebrar el Nadal a París. Mentre la família estava enfocada en els preparatius del viatge i del sopar, els seus moviments són monitorats pel delinqüent Harry, qui havia aconseguit entrar a la casa amb una disfressa de policia. Durant el sopar, Kevin ha de suportar les burles del seu germà gran Buzz, el maltractament del seu detestable oncle Frank, i un càstig de part de la seva mare Kate en causar un desastre en el sopar. Aquestes situacions són motius suficients perquè Kevin esclati desitjant viure sol. El seu desig finalment es compleix l'endemà, quan comencen els preparatius per al viatge. Sense adonar-se'n, Kevin és oblidat per error a casa a causa de les presses que va generar en la seva família el fet d'aixecar-se tard i anar a agafar l'avió rumb a París. La família McCallister només s'adona de la seva absència quan ja estan volant rumb a París i, en arribar, s'assabenten que és impossible agafar un avió de tornada a Chicago. Aconsegueixen comunicar-se amb la policia de Chicago que inspecciona la casa i no troba a Kevin, però la seva mare Kate decideix no esperar i tornar al més aviat possible, aconseguint un vol que la deixarà a Pennsilvània, des d'on viatjarà per terra a Chicago al costat d'una banda de polka dirigida per Gus Polinski, un bon samarità.
Encara que inicialment Kevin gaudeix del seu temps tot sol, és assetjat posteriorment per Harry i el seu soci Marv, que han robat moltes cases i planegen robar la residència dels McCallister, creient que era un blanc molt fàcil amb un nen de vuit anys i tota la família absent. No obstant això, el duo no espera les nombroses trampes establertes en tota la casa per l'enginyós Kevin per defensar la seva llar. El duo acaba acabat sent novament capturat per la policia. Finalment Kate aconsegueix arribar a la seva llar i es troba amb Kevin. I després la seva família Peter, Buzz, Megan, Linnie i Jeff agafen el vol que ella no va voler prendre i es troben a casa per al Dia de Nadal.

## Música
Totes les cançons foren escrites i compostes per John Williams excepte les indicades. 
| Núm. | Títol                                                                 | Composició                             | Durada |
| ---- | --------------------------------------------------------------------- | -------------------------------------- | ------ |
| 1.   | «Home Alone ("Somewhere In My Memory")»                               | Leslie Bricusse / John Williams        | 4:53   |
| 2.   | «Holiday Flight»                                                      |                                        | 0:59   |
| 3.   | «The House»                                                           |                                        | 2:27   |
| 4.   | «Star of Bethlehem (Orchestral Version)»                              |                                        | 2:51   |
| 5.   | «Man of the House»                                                    |                                        | 4:33   |
| 6.   | «White Christmas» (interpretada per The Drifters)                     | Irving Berlin                          | 2:40   |
| 7.   | «Scammed by a Kindergartner»                                          |                                        | 3:55   |
| 8.   | «Please Come Home For Christmas» (interpretada per Southside Johnny)  | Charles Brown / Gene Redd              | 2:41   |
| 9.   | «Follow That Kid!»                                                    |                                        | 2:03   |
| 10.  | «Making the Plane»                                                    |                                        | 0:52   |
| 11.  | «O Holy Night»                                                        | Adolphe Adam / John Sullivan Dwight    | 2:48   |
| 12.  | «Carol of the Bells»                                                  | Mikola Leontòvitx / Peter J. Wilhousky | 1:25   |
| 13.  | «Star of Bethlehem»                                                   | Leslie Bricusse / John Williams        | 2:59   |
| 14.  | «Setting the Trap»                                                    |                                        | 2:16   |
| 15.  | «Somewhere In My Memory»                                              | Leslie Bricusse / John Williams        | 1:04   |
| 16.  | «The Attack In My House»                                              |                                        | 6:53   |
| 17.  | «Mom Returns» / «Finale»                                              |                                        | 4:19   |
| 18.  | «Have Yourself a Merry Little Christmas» (interpretada per Mel Tormé) | Ralph Blane / Hugh Martin              | 3:05   |
| 19.  | «We Wish You a Merry Christmas» / «End Title»                         |                                        | 4:15   |

## Al voltant de la pel·lícula

### Anecdotari
- La imatge que Kevin troba de la promesa de Buzz, era en realitat la foto d'un noi que aparenta ser una noia, ja que el director va considerar que seria molt cruel emprar la foto d'una noia per fer la gràcia.[4]
- El paper de l'oncle Frank va ser escrit en principi per Kelsey Grammer (conegut pel paper de psiquiatre Frasier Crane en les sèries Cheers i Frasier).[4]
- L'edició de la revista Playboy que Kevin troba a l'habitació de Buzz és del juliol de 1989, en la qual apareix Erika Eleniak (coneguda per aparèixer en "Els vigilants de la platja") com Miss juliol.[4]
- El "forn maligne" del soterrani estava controlat per dos homes utilitzant fils i llanternes.[4]
- Robert De Niro va declinar interpretar el paper de l'Harry (el delinqüent llest que va interpretar finalment Joe Pesci).[4]
- En l'escena en què Harry mossega el dit de Kevin, Joe Pesci va mossegar-lo realment a Macaulay Culkin, deixant-li una ferida al dit.[4]
- John Candy va filmar la seva part de la pel·lícula en un dia, en una jornada de 23 hores. La història que explica sobre el fill que es va deixar oblidat va ser improvisada sobre la marxa. La seva part estava inspirada en el personatge que interpretava a "Millor sol que acompanyat".[4]
- El concepte de la pel·lícula es va originar durant la filmació de la pel·lícula "Sols amb el nostre oncle", en una escena en què Macaulay interrogava una suposada mainadera a través de la ranura de correu de la porta.[4]
- Daniel Stern va accedir a ser filmat amb una taràntula real sobre de la seva cara, encara que per una sola presa. Va haver de fingir estar cridant perquè el so hagués espantat l'aranya. El so va ser afegit posteriorment.

## Repartiment
| Actor                | Personatge               | Doblatge al català    |
| -------------------- | ------------------------ | --------------------- |
| Macaulay Culkin      | Kevin McCallister        | Núria Domènech        |
| Joe Pesci            | Harry Lime               | Jaume Lleal           |
| Daniel Stern         | Marv Merchants           | Eduard Farelo         |
| John Heard           | Peter McCallister        | Joan Carles Gustems   |
| Roberts Blossom      | Marley                   | Viçens Manel Domènech |
| Catherine O'Hara     | Kate McCallister         | Carme Alarcón         |
| Angela Goethals      | Linnie McCallister       | Núria Trifol          |
| Devin Ratray         | Buzz McCallister         | Albert Trifol Segarra |
| Gerry Bamman         | Oncle Frank McCallister  |                       |
| Hillary Wolf         | Megan McCallister        | Alicia Laorden        |
| John Candy           | Gus Polinski             | Pep Ribas             |
| Larry Hankin         | Oficial Balzak           | Jaume Costa           |
| Michael C. Maronna   | Jeff McCallister         | Aurora García         |
| Kristin Minter       | Heather McCallister      | Belén Roca            |
| Jedidiah Cohen       | Rod McCallister          | Óscar Muñoz           |
| Kieran Culkin        | Fuller McCallister       | Gemma Ibáñez          |
| Terrie Snell         | Tieta Leslie McCallister | Glòria Roig           |
| Jefferey Wiseman     | Mitch Murphy             | Vicky Martínez        |
| Ralph Foody          | Gàngster Johnny          | Ignasi Abadal         |
| Michael Guido        | Gàngster 'Serpents'      | Joaquim Sota          |
| Dan Charles Zulcoski | Repartidor de Pizzes     | Aleix Estadella       |
| Michael Hansen       | Xofer                    | Domènech Farell       |

## Premis i nominacions

### Premis
- 1991: Premi BMI a la millor música per John Williams
- 1991: Premi CFCA a l'actor més promissori per Macaulay Culkin
- 1991: Premi American Comedy Award a l'actor més còmic en un paper principal per Macaulay Culkin
- 1991: Premi Kids' Choice Awards a la pel·lícula favorita
- 1991: Premi Young Artist al millor actor de cinema per Macaulay Culkin
- 1991: Premi Young Artist a la millor pel·lícula de comèdia
- 1991: Premi Casting Society of America al millor repartiment de comèdia per Jane Jenkins i Janet Hirshenson
- 1991: Premi British Comedy Award a la pel·lícula favorita de comèdia
- 1991: Premi Golden Screen a 20th Century Fox (distribuïdora)

### Nominacions
- 1991: Oscar a la millor banda sonora per John Williams
- 1991: Oscar a la millor cançó original per John Williams i Leslie Bricusse amb "Somewhere in My Memory"
- 1991: Globus d'Or a la millor pel·lícula musical o còmica
- 1991: Globus d'Or al millor actor musical o còmic per Macaulay Culkin
- 1992: Grammy a la millor cançó escrita per cinema o televisió per John Williams i Leslie Bricusse amb "Somewhere in My Memory"

## Saga
- Sol a casa 2: Perdut a Nova York (1992)
- Sol a casa 3 (1997)
- Sol a casa 4 (2002)
- Home Alone: The Holiday Heist (2012)